# Code Lyoko: Fall of XANA
Code Lyoko: Fall of XANA, en castellano Código Lyoko: Destrucción final de XANA, es un videojuego de acción y RPG basado en la serie animada francesa de Code Lyoko. El juego ha sido desarrollado por Neko Entertainment y distribuido por The Game Factory para Nintendo DS, siendo el tercer videojuego basado en la serie animada y el segundo en llegar a esta consola. Llegó al mercado el 6 de junio del 2008 en Europa y el 20 de junio del mismo año en Estados Unidos, no habiendo llegado a ver la luz en tierras niponas.

## Trama
William se encuentra bajo el control de XANA y se ve obligado a luchar contra sus amigos. Jeremie, Odd, Ulrich, Yumi y Aelita viajan de Replika en Replika con el objetivo de liberar a William de XANA y posteriormente destruir la Replika. La última fase se desarrolla en la misteriosa Replika Volcán (tiene aspecto de volcán y en ella hay un cráter lleno de torres, lo llaman el corazón de XANA). XANA quiere conseguir la memoria de Aelita.

## Juego
Como en los dos juegos anteriores, Code Lyoko: Fall of XANA utiliza un estilo de juego RPG, haciendo uso del sistema ATB (Active Time Battle), combinando los combates por turnos y un medidor de tiempo para los movimientos de los personajes. Los jugadores se mueven a lo largo del paisaje de Lyoko en una perspectiva de progreso top-down, interruptores de activación inferior a forcefields y el uso de teletransportadores para moverse por las lagunas. Los enemigos están estacionados en puntos estáticos a lo largo de la trayectoria del jugador y, en la mayoría de los casos, deben ser combatidos a fin de que el jugador pueda seguir adelante. 
En el campo de batalla, los jugadores tienen cuatro opciones: ataque directo, poderes, funciones y objetos. Los ataques directos son de carácter general, dependiendo el daño causado de la capacidad de ataque. Los poderes son habilidades especiales que hacen más daño que los ataques regulares, pero requieren el uso de puntos de datos. Las funciones son un conjunto compartido de las competencias que cada personaje puede utilizar para diversos fines. Las funciones requiere en función de los puntos de datos a usar, pero son mucho más potentes que los poderes que cada personaje tiene. Por último, diversos objetos pueden ser utilizados para sanar, restaurar la función o puntos de datos, o incluso para atacar. En algunos puntos, el jugador toma el control del NavSkids para combatir en el mar digital. En los combates con el NavSkids, el vehículo está limitado a un solo poder y dos tipos de ataques, desarrollándose por lo demás de la misma forma. 
Al derrotar a los enemigos y recoger diversos prismas dispersos en torno a Lyoko, el jugador puede recoger puntos en Lyoko, que se pueden negociar para obtener más puntos en el laboratorio de Jeremy. El jugador puede desvirtualizarse en cualquier momento para pasar estos puntos, pero debe volver a guardar en el punto más cercano. Derrotar enemigos también gana puntos de experiencia que aumentan el nivel del jugador, desbloquear nuevos ataques y el aumento del ataque y de la defensa de cada personaje. En la mayoría de los casos, derrotar a los enemigos sigue siendo de esa manera, por lo que los jugadores no son penalizados por salir abruptamente. Algunas partes tienen lugar en la Tierra desde una perspectiva en primera persona, pero no tienen ningún efecto sobre el juego, en su mayor parte, que actúa como una sala de espera y una salida para el menú.
El juego también cuenta con un modo multijugador, donde los jugadores pueden enfrentarse entre sí en diversas formas de lucha.